# Município de Yanceyville (condado de Caswell, Carolina do Norte)
O município de Yanceyville (em inglês: Yanceyville Township) é um localização localizado no  condado de Caswell no estado estadounidense da Carolina do Norte. 

## Geografia
O município de Yanceyville encontra-se localizado nas coordenadas 36° 24′ 35,14″ N, 79° 18′ 50,89″ O.